# جزیره هانس
جزیرهٔ هانس (به انگلیسی: Hans Island) (به دانمارکی: Hans Ø) جزیره‌ای کوچک و خالی از سکنه در کانال کندی، میان جزیره الزمیر و گرینلند است. مساحت آن ۱٫۳ کیلومتر مربع و ابعاد آن ۱٬۲۹۰ متر در ۱٬۱۹۹ متر می‌باشد. این جزیره خلیج بافین را به دریای لینکلن متصل می‌کند.
جزیرهٔ هانس در میان آب‌های سرزمینی کانادا و دانمارک قرار داشته و هر دو کشور ادعای مالکیت بر آن را دارند.
نزدیک‌ترین سکونتگاه به جزیرهٔ هانس آلرت در کانادا است که ۱۹۸ کیلومتر با آن فاصله دارد.
دانمارکی‌ها و کانادایی‌ها از سال ۱۹۷۳ که مناقشه بر سر مالکیت این جزیره آغاز شد، به نوبت با بالگرد به این جزیره رفته‌اند تا ادعای مالکیت خود را با کاشتن پرچم و به جا گذاشتن یک بطری ویسکی یا اشناپس برای طرف مقابل، به نمایش بگذارند؛ تحرکاتی که به «جنگ ویسکی» شهرت یافت و منجر به اعتراض‌های دیپلماتیک و به راه افتادن کارزارهای آنلاین علیه طرف مقابل شد و حتی در یکی از موارد، کانادا طرح تحریم شیرینی‌های دانمارکی از سوی مردم این کشور را مطرح کرد.
کانادا و دانمارک سرانجام در سال ۲۰۲۲ به پنج دهه جنگ میان دو کشور که با برافراشتن پرچم‌ها و به جا گذاشتن چندین بطری ویسکی و اِشناپس در جزیره دور افتاده و خالی از سکنه واقع در قطب شمال ادامه داشت، پایان دادند.
وزرای خارجه کانادا و دانمارک طی مراسمی رسمی در اُتاوا توافق‌نامه‌ای را امضا کردند که بر اساس آن جزیره هانس که در شمال غربی گرینلند قرار دارد، میان دو کشور تقسیم می‌شود؛ مصالحه‌ای که موجب شد تا کانادا صاحب نخستین مرز زمینی با اروپا شود.
ملانی جولی، وزیر خارجه کانادا و یپه کوفو همتای دانمارکی او پس از امضای این توافق‌نامه در حالی که دو بطری ویسکی و اشناپس به یکدیگر هدیه می‌دادند، به شوخی گفتند که از این پس کانادا می‌تواند درخواست عضویت خود را در اتحادیه اروپا ارائه کند.